# بيلي سميث (لاعب هوكي الجليد)
بيلي سميث (بالإنجليزية: Billy Smith)‏ (و. 1950  م) هو لاعب هوكي الجليد، من كندا، يلعب كحارس مرمى ‏.

## جوائز
حصل على جوائز منها:
- كأس ستانلي.

## روابط خارجية
- بيلي سميث على موقع دوري الهوكي الوطني (الإنجليزية)
- بيلي سميث على موقع EliteProspects.com (الإنجليزية)
- بيلي سميث على موقع HockeyDB.com (الإنجليزية)
- بيلي سميث على موقع Hockey-Reference.com (الإنجليزية)